# Tönnersjö
Tönnersjö är kyrkbyn i Tönnersjö socken och en småort i Halmstads kommun. I orten finns Tönnersjö kyrka, Trädplantskolan Tönnersjö Plantskola AB och en golfbana.